# Tana bru
Tana bru (nordsamisch Deanušaldi, kvenisch Tenon silta) ist eine Ortschaft in der norwegischen Kommune Tana in der Provinz (Fylke) Finnmark. Der Ort stellt das Verwaltungszentrum von Tana dar und hat 746 Einwohner (Stand: 1. Januar 2024). In Tana bru befindet sich eine gleichnamige Brücke.

## Geografie
Tana bru ist ein sogenannter Tettsted, also eine Ansiedlung, die für statistische Zwecke als eine städtische Siedlung gewertet wird. Der Ort liegt im nur dünn besiedelten Nordosten Norwegens. Tana bru liegt am Westufer des Flusses Tana (Deatnu).

## Geschichte und Kultur
Im Oktober 1944 wurden die deutschen Besatzer von der Roten Armee auf die westliche Uferseite der Tana zurückgedrängt. Am 28. Oktober 1944 erging schließlich als Teil des Unternehmens Nordlicht der Befehl zur Zerstörung ostwärts des Lyngenfjords. Folglich wurde im Rahmen der Kriegstaktik der verbrannten Erde fast alle Ortschaften westlich der Tana zerstört. In Tana bru selbst wurde die kurz vor der Fertigstellung stehende Brücke über die Tana gesprengt, um die sowjetischen Truppen aufzuhalten. Die Brücke wurde nach dem Zweiten Weltkrieg von den Norwegern wieder aufgebaut. Im Jahr 2020 wurde sie durch eine neue ersetzt.
Auf der östlichen Seite der Brücke befindet sich das Denkmal Flua 44. Dieses ist aus Metall der im Krieg zerstörten Brücke gefertigt und stellt eine Angelrute dar. Die eigentliche Rute ist 12 m lang und die Fliege einen Meter. Das Kunstwerk symbolisiert, dass die Tanaelva ein gutes Lachsgewässer ist.
Im Jahr 2004 eröffnete in Tana bru das Gerichtsgebäude des Bezirksgerichts Indre Finnmark (Indre Finnmark tingrett), das später im Bezirksgericht für Indre und Østre Finnmark (Indre og Østre Finnmark tingrett) aufging.

## Verkehr
Die Ortschaft Tana bru ist ein bedeutender Straßenknotenpunkt in der östlichen Finnmark. In der Ortschaft treffen unter anderem die Europastraße 6 (E6), die durch nahezu ganz Norwegen verläuft, der Fylkesvei 98 und der Fylkesvei 890 aufeinander. Der Fylkesvei 890 führt auf der Ostuferseite der Tana zu den weiter nördlich gelegenen Kommunen Båtsfjord und Berlevåg. Der Fylkesvei 98 verläuft an der Westuferseite in den Norden.
In der Kommune Tana läuft die E6 von der finnisch-norwegischen Grenze Richtung Norden auf Tana bru zu, wo sie den Fluss Tana überquert. Die Brücke in Tana bru heißt ebenfalls Tana bru. Sie ist die einzige ganz in Norwegen liegende Brücke über die Tana. Die heutige Brücke wurde als Ersatz für eine Brücke aus dem Jahr 1948 gebaut und im September 2020 für den Verkehr freigegeben. An der gegenüberliegenden Uferseite führt die E6 zunächst wieder in den Süden, bevor sie in den Osten abbiegt. Die E6 führt außerhalb der Kommune weiter in die Stadt Kirkenes und an die russische Grenze. Zudem trifft sie auf die Europastraße 75 (E75), die in die Städte Vadsø und Vardø führt.

## Name
Die Ortschaft hat drei offizielle und gleichberechtigt Namen: Tana bru im Norwegischen, Deanušaldi im Nordsamischen und Tenon silta im Kvenischen. Die für den Ort namensgebende Brücke trägt in allen drei Sprachen ebenfalls diese Namen.